# 누미디오 콰트라토역
누미디오 콰트라토 역(이탈리아어: Numidio Quadrato)은 1980년 2월 16일 개통한 로마 지하철 A선의 역 중 하나이다. 이 역은 투스콜라나 가(via Tuscolana)와 스크리보니오 쿠리오네 가 (via Scribonio Curione)의 교차로에 위치해 있다. 현재 계획중인 로마 지하철 D선과 환승 될 예정이다.

## 시설
누미디오 콰트라토 역에는 다음과 같은 시설이 있다.
- 매표소
- 역 감시카메라 (CCTV)

## 역 주변
- 투스콜라나 가
- 콘솔리 대로 (Viale dei Consoli)